# Христич Микола Федорович
Микола Федорович Христич (9 лютого 1925, селище Савинці, тепер Балаклійського району Харківської області — 26 жовтня 1997, село Довгалівка Балаклійського району Харківської області) — український радянський діяч, слюсар-складальник Старокраматорського машинобудівного заводу імені Серго Орджонікідзе Донецької області. Депутат Верховної Ради СРСР 7—9-го скликань.

## Біографія
Народився в селянській родині. Освіта неповна середня: закінчив сільську семирічну школу.
З грудня 1941 по 1950 рік — у Військово-морському флоті та Червоній армії, учасник німецько-радянської війни. Служив у складі 1-ї роти автоматчиків 77-ї дивізії на Кубані, у лютому 1943 року отримав важке поранення лівої руки. З 1944 року — радист вичислювача АМВ 224-го окремого розвідуального артилерійського дивізіону. У серпні 1944 року отримав важку контузію біля міста Аккермана. З 1945 року — топограф 3-го класу Окремого Чорноморського гідрографічного загону.
У 1950—1952 роках — механік, у 1952—1985 роках — слюсар-складальник Старокраматорського машинобудівного заводу імені Серго Орджонікідзе міста Краматорська Сталінської (Донецької) області.
Потім — на пенсії.

## Нагороди
- орден Леніна (1966)
- орден Жовтневої Революції
- орден Вітчизняної війни l ступеня
- орден Червоної Зірки (6.11.1947)
- медаль «За бойові заслуги» (26.09.1944)
- медаль «За перемогу над Німеччиною у Великій Вітчизняній війні 1941—1945 рр.»
- 10 ювілейних медалей